# Psychotria argentata
Psychotria argentata är en måreväxtart som beskrevs av Pieter Willem Korthals. Psychotria argentata ingår i släktet Psychotria och familjen måreväxter. Inga underarter finns listade i Catalogue of Life.